# Morton Livingston Schamberg
Morton Livingston Schamberg (* 15. Oktober 1881 in Philadelphia, Vereinigte Staaten; † 13. Oktober 1918 ebenda) war ein US-amerikanischer Maler. Als einer der ersten in den Vereinigten Staaten griff er den Kubismus auf und fand so einen Zugang zur abstrakten Malerei. Möglicherweise war er der erste in der Kunstgeschichte, der Maschinenteile malte.

## Leben und Werk

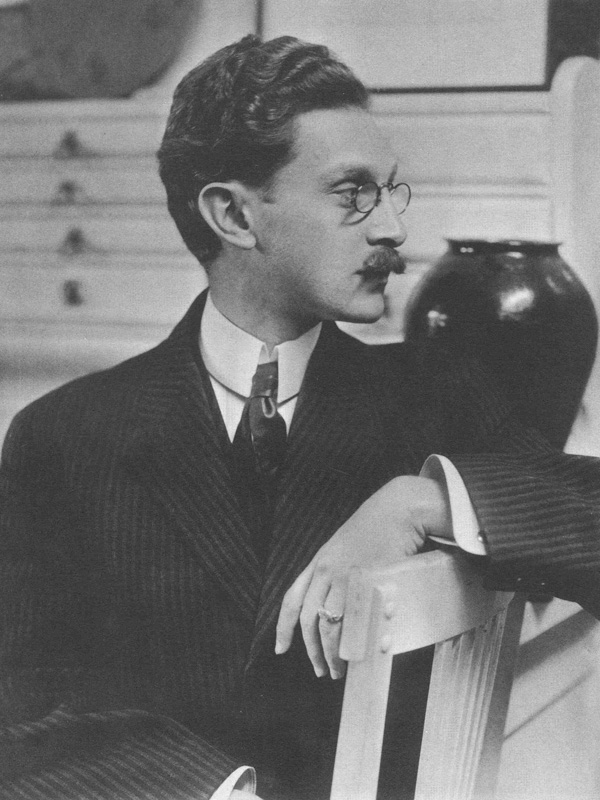
Selbstporträt, ca. 1913

Die Familie war deutsch-jüdischer Herkunft; der Vater hatte sein Geld im Rinderhandel gemacht. Die Schambergs lebten an der Broad Street, damals eine erste Adresse in Philadelphia. Morton war das jüngste von vier Geschwistern; seine Mutter war gestorben, als er noch ein Säugling war. Die Geschwister wuchsen bei Verwandten auf. Morton besuchte die Central High School, damals eine der herausragenden Schulen von Philadelphia.
1899 schrieb er sich an der Universität von Pennsylvania in der Fakultät der Schönen Künste ein und schloss 1903 mit einem Bachelor in Architektur ab. Während des Studiums muss ihm jedoch bewusst geworden sein, dass er für eine Architektenkarriere ungeeignet war. Er wechselte sofort an die Akademie der Schönen Künste (Pennsylvania Academy of the Fine Arts). Hier traf er Charles W. Sheeler, mit dem ihn eine lebenslange Freundschaft verbinden würde. Besonders ein Lehrer, William Merritt Chase, erkannte und förderte sein Talent. Bei Chase lernte Schamberg, die Farbe ohne Vorzeichnung direkt mit dem Pinsel pastös auf der Leinwand aufzutragen. So ungewöhnlich diese Technik für Akademie-Verhältnisse auch war, so weist doch in seinem Stil noch nichts darauf hin, dass Schamberg später aus den Konventionen ausbrechen würde.

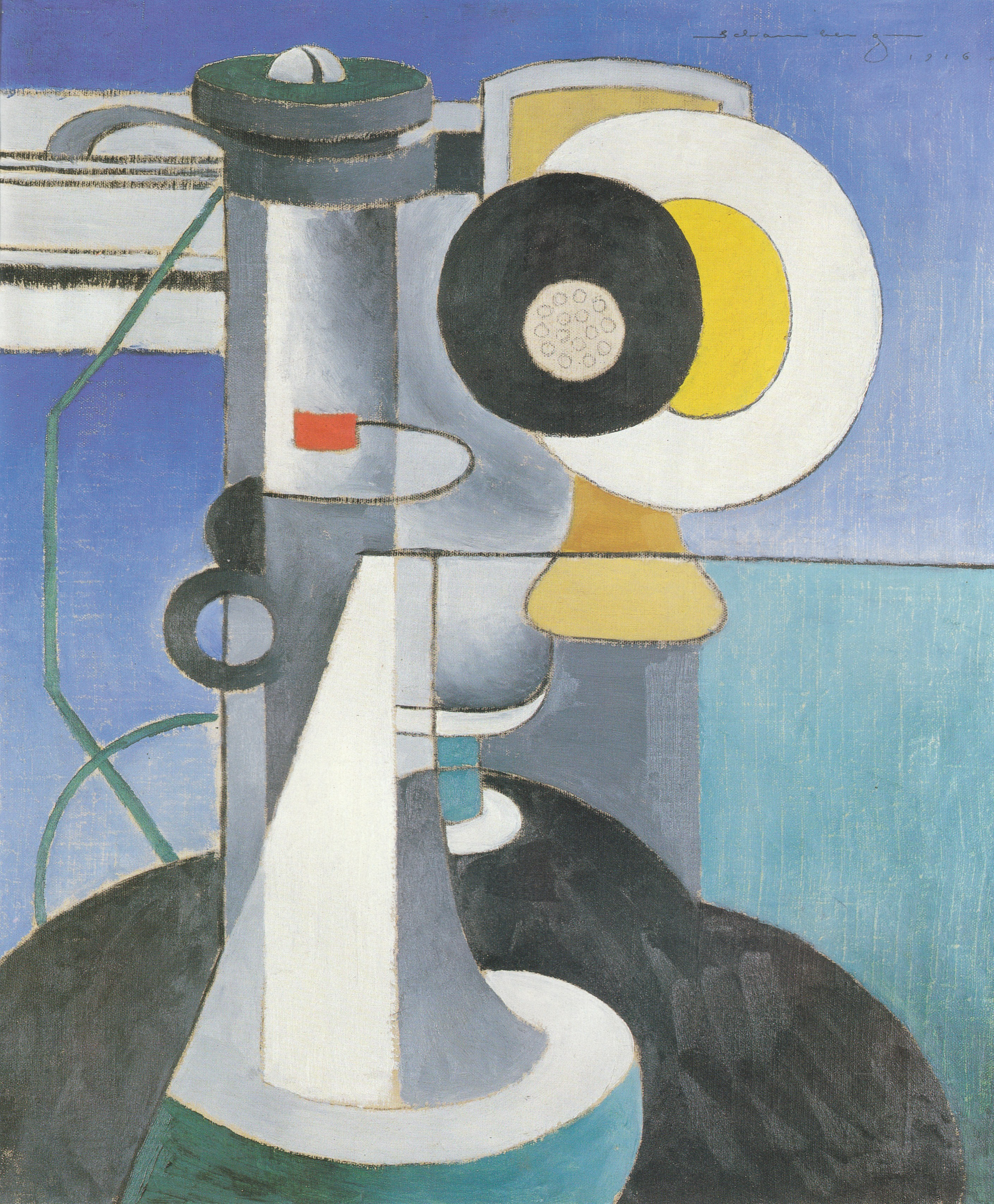
„Telefon“, 1916, Columbus Museum of Art.

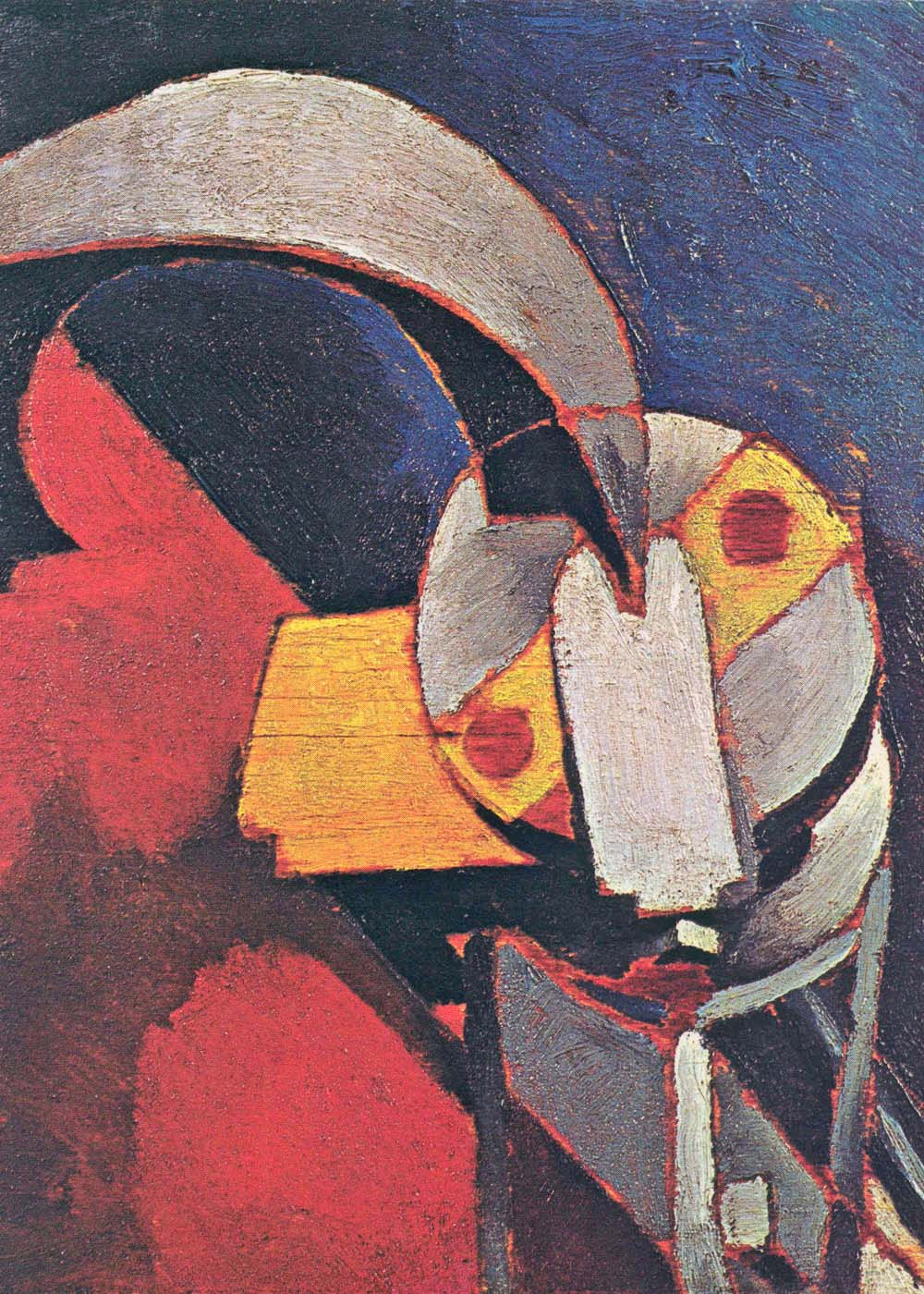
„Maschinenform“, 1916

Nach dem Abschluss 1906 ging Schamberg für ein Jahr nach Paris. Nach seiner Rückkehr mietete er zusammen mit seinem Freund Sheeler ein Studio in der Chestnut Street. 1908 reisten beide gemeinsam nach Europa. 1908/09 muss Schamberg auch die Uffizien in Florenz sowie Siena besucht haben.
Schamberg konnte sich von seiner Malerei nicht ernähren und eröffnete deswegen 1913 auch ein Fotostudio. Im selben Jahr begann er, Frauenportraits, dann Landschaften in kleine Facetten aufzusplittern, später nannte er seine abstrakten Gemälde nur noch „geometrische Formen“. Überraschend erhielt er die Einladung, auf der mittlerweile legendären Armory Show in New York auszustellen. Hier wurden fünf Gemälde von ihm gezeigt. 1914 war er in einer Gruppenausstellung in New York vertreten, 1915 in Philadelphia. Es war das erste Mal, dass „moderne“ Kunst in dieser Stadt gezeigt wurde.
Morton Schamberg war vom Charakter her zurückhaltend, nur in Kunstfragen konnte er lebhaft und heftig werden. Seine Wende zur abstrakten Malerei wurde von seiner Familie und Kunstliebhabern mit Befremden aufgenommen. Sein Lehrer an der Kunstakademie, William Chase, sprach nie mehr mit ihm, nachdem er Schambergs erstes abstraktes Gemälde gesehen hatte. Im Ersten Weltkrieg war Schamberg vom Massensterben schockiert und erklärte sich zum Kriegsgegner. Dabei machte er öffentlich auch pro-deutsche Äußerungen, was ihn zusätzlich isolierte.

„God!“, unsigniert und undatiert, ca. 1916, Elsa von Freytag-Loringhoven and Morton Schamberg, Philadelphia Museum of Art.

Ab 1916 malte Schamberg mehrere „Mechanische Abstraktionen“. Gelegentlich sind die Geräte noch als Telefon oder Blitzlicht einer Kamera erkennbar, werden aber bald nur noch zu abstrakten „Maschinenformen“. Möglicherweise hatte er die Anregung aus Katalogen für Maschinenteile erhalten, die er sich bei seinem Schwager geborgt hatte. Schamberg war mit Marcel Duchamp befreundet. Im Stil von Duchamps ready mades konstruierte er zusammen mit Elsa von Freytag-Loringhoven bereits um 1916 ein Objekt aus Abflussrohren, das den Titel God! trug.
Von den Zeitgenossen wurde Schamberg zunächst als „Post-Impressionist“ wahrgenommen. Er selbst berief sich auf Cézanne, Matisse und Picasso. Nur wenige Kritiker erkannten, dass Schambergs Stil in die Zukunft wies, darunter Henry McBride, sowie sein früherer Studienkollege an der Kunstakademie, Walter Pach. Die ersten Sammler, die noch zu seinen Lebzeiten Werke erwarben, waren John Quinn und Walter Arensberg. Später wurde Schamberg dem Precisionism, in seinem Fall wegen der Verwendung geometrischer Formen, zugerechnet.
Schamberg starb 1918 im Alter von nur 37 Jahren. So konnte er seine erste Einzelausstellung bei Knoedler's in New York nicht mehr miterleben. Sein früher Tod und die Tatsache, dass sich die meisten seiner Werke in Privatsammlungen befinden, verhinderten, dass er bekannter wurde. 1963 wurde sein Werk in der Pennsylvania Academy of the Fine Arts ausgestellt; aus dem Anlass erschien auch ein Katalog.

## Einzelnachweis
1. ↑  https://www.metmuseum.org/art/collection/search/190012751

| Personendaten    | Personendaten                    |
| ---------------- | -------------------------------- |
| NAME             | Schamberg, Morton Livingston     |
| ALTERNATIVNAMEN  | Schamberg, Morton L.             |
| KURZBESCHREIBUNG | US-amerikanischer Maler          |
| GEBURTSDATUM     | 15. Oktober 1881                 |
| GEBURTSORT       | Philadelphia, Vereinigte Staaten |
| STERBEDATUM      | 13. Oktober 1918                 |
| STERBEORT        | Philadelphia, Vereinigte Staaten |